# Chiesa di San Vincenzo (Vicenza)
La chiesa di San Vincenzo è uno storico luogo di culto cattolico di Vicenza, la cui costruzione con i successivi ampliamenti va dalla fine del XIV alla prima metà del XVIII secolo. La facciata prospetta sulla piazza dei Signori, di fronte alla Basilica Palladiana, ed è inserita al centro del palazzo del Monte di Pietà, interrompendone l'uniforme tessitura.
È l'unica chiesa di Vicenza nella quale venga officiata, una volta alla settimana, la messa in latino.

## Storia

### Il culto di San Vincenzo a Vicenza
Secondo il Barbarano, il culto di San Vincenzo di Saragozza nella città di Vicenza risale ai primi secoli del primo millennio - come quello dei coevi Santi Felice e Fortunato - affermazione plausibile perché la fama e il culto di questo martire cristiano, ucciso nel 304 durante la persecuzione dei cristiani sotto Diocleziano e celebrato anche da Sant'Agostino, si erano diffusi rapidamente in tutta Europa.
Nei documenti sulla città, peraltro scarsissimi fino al 1000, non se ne trova traccia: la prima citazione riguarda una cappella di San Vincenzo situata nel Palatium Vetus del Comune nel XIII secolo (e demolita nel 1445) e questa collocazione ne sottolinea l'importanza. Negli Statuti comunali del 1311, Vincenzo compare tra i santi protettori della città, mentre non era citato in quelli del 1264. La scelta di questo patrono, effettuata dall'autorità civile nel momento della nascita del libero Comune cittadino, potrebbe essere stata facilitata, coerentemente con lo spirito e gli usi del tempo, dall'assonanza del nome del santo con quello della città, Vicetia o Vincentia, e dal significato del nome, quello della parola vincere. Nella tradizione romana medievale e nei libri liturgici la memoria del santo era celebrata il 22 gennaio.

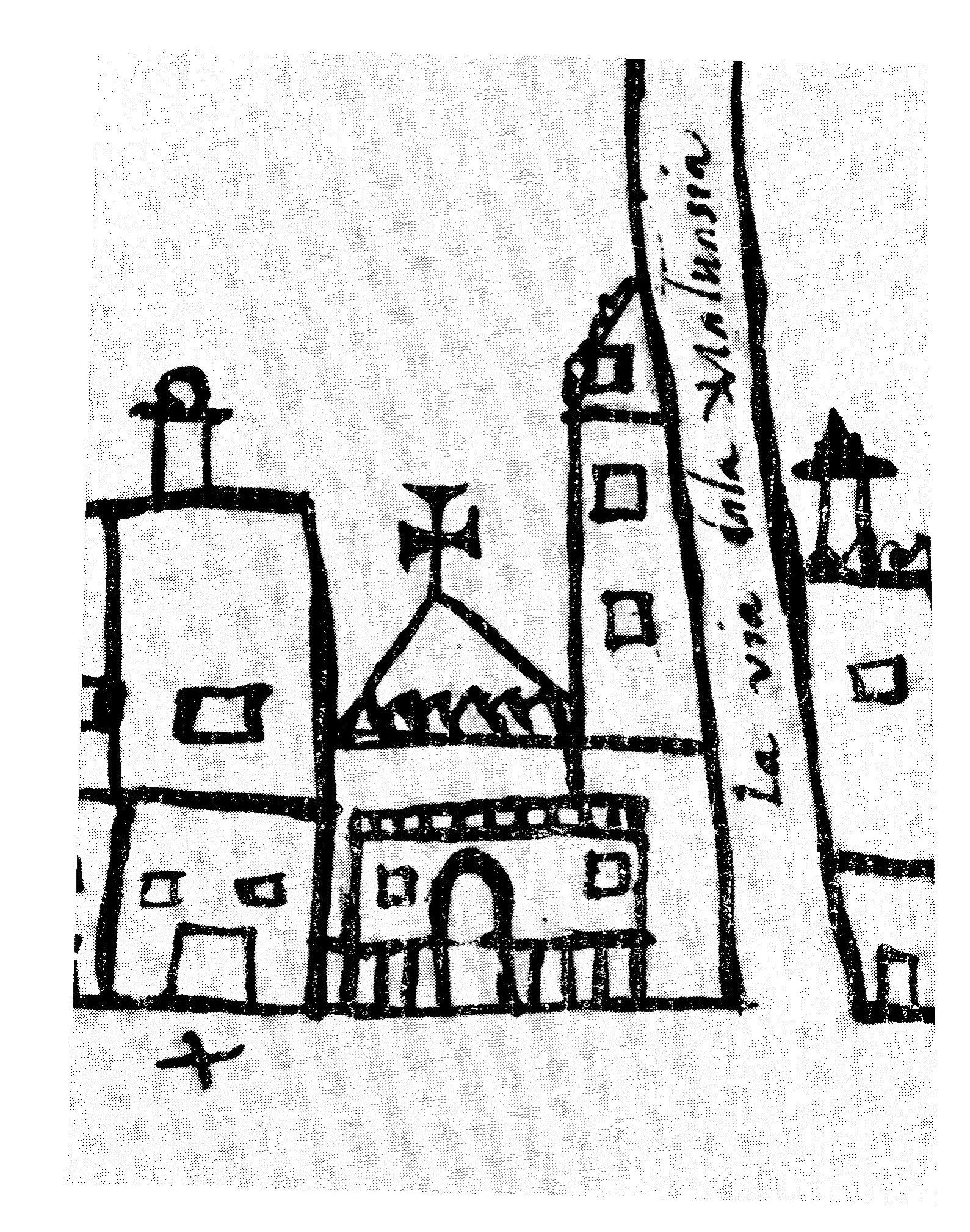
Mappa del Peronio di Vicenza 1481 (particolare) - La chiesa di San Vincenzo

Nella seconda metà del XIV secolo, durante la signoria scaligera, il culto e il patronato di San Vincenzo presero un nuovo vigore, tanto da far iniziare nel 1385 la costruzione di una piccola chiesa addossata all'interno del muro del Peronio, nella platea magna della città, costruzione che fu ultimata nel 1387, l'anno in cui nel dominio della città subentrarono i Visconti. Per celebrare la loro venuta, il Comune decise di erigere nella chiesa un altare dedicato ai Santi Luca e Orsola. L'anno seguente il Consiglio dei Cinquecento deliberò che la processione del Corpus Domini si effettuasse dalla Cattedrale fino alla chiesa di San Vincenzo, a questo punto patrono ufficiale della città.
Nel 1978 la Congregazione Vaticana dei Riti - su richiesta dell'allora vescovo Onisto, che, a quel tempo, dovette fare una scelta tra le festività tradizionali per adeguarsi alla legge italiana - designò principale patrona della città, al posto di San Vincenzo, Maria madre di Gesù con il titolo di Madonna di Monte Berico, spostando di conseguenza la festa patronale dal 22 gennaio all'8 settembre.

### Le fasi di costruzione della chiesa

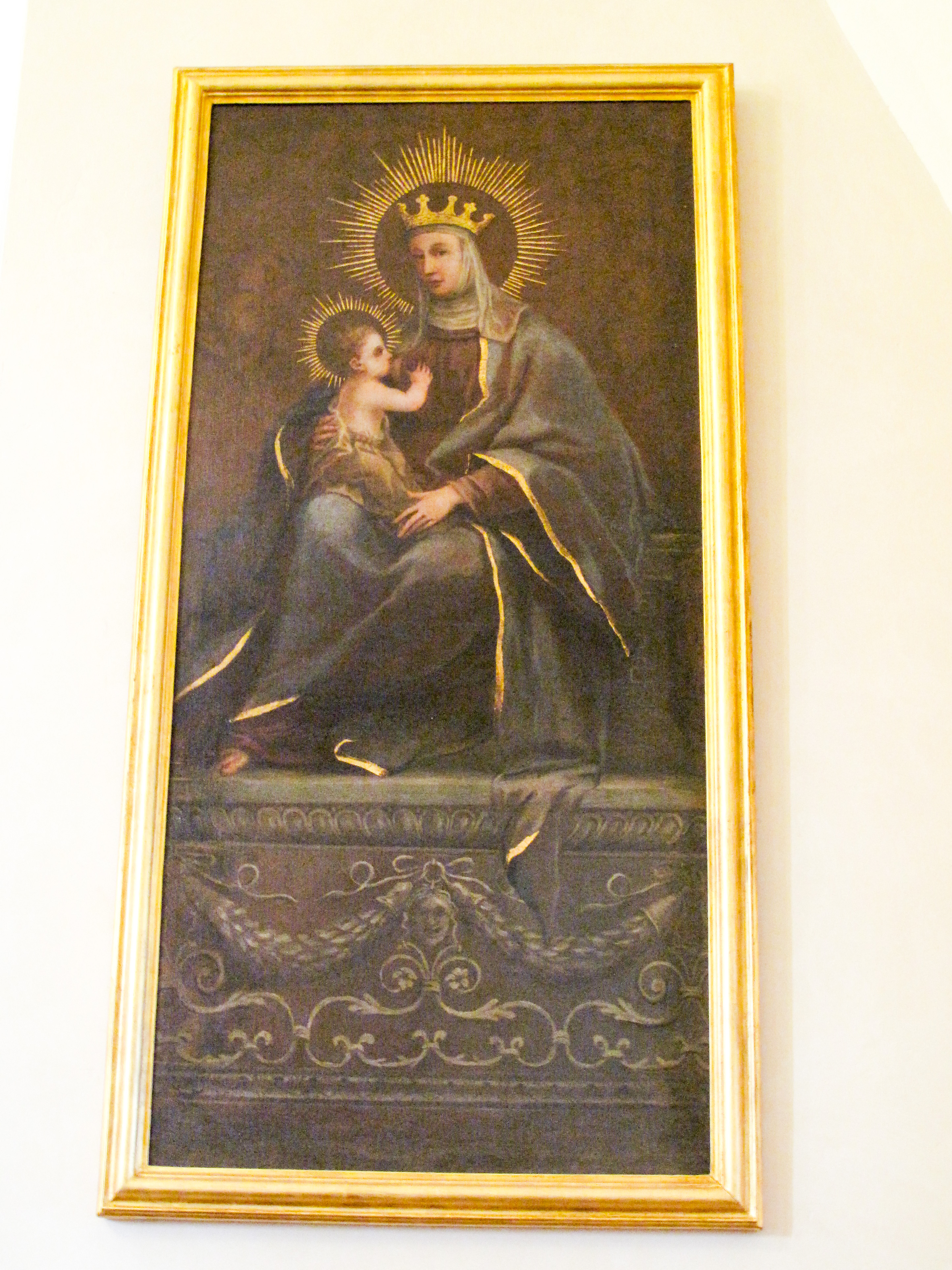
Madonna in trono che allatta il Bambino

Studi anche recenti hanno chiarito le diverse fasi attraverso le quali è passato l'edificio per giungere alla forma attuale.
La prima piccola chiesa del Trecento - forse il rifacimento della Camera del Dazio scaligera - iniziata nel 1385 e ultimata nel 1387, era orientata in senso longitudinale alla piazza, con il portale che si apriva verso contrà del Capitanio (l'attuale contrà del Monte). Durante il Quattrocento però, forse più precisamente intorno al 1470-80, il completo rifacimento delle botteghe dei Merzari comportò che venisse modificato l'orientamento della chiesa e il portale fosse rivolto verso la piazza. Questo fatto è stato dimostrato dal ritrovamento, negli anni settanta del secolo scorso, di una pergamena del 1481, detta pianta del Peronio, dove sono disegnati tutti gli edifici che davano sulla piazza e confermato dal ritrovamento casuale nel 2001 di un affresco - sovrastante l'altare rivolto ad est, come era consuetudine a quel tempo - chiaramente trecentesco di Madonna con il Bambino.
Nel 1486 un decreto del doge Marco Barbarigo espulse dalla città gli ebrei, accusati di praticare l'usura e, per sostituirli nella loro funzione di prestatori di denaro, si stabilì che venisse creato un Monte di Pietà sotto le logge della basilica e istituito un banco dei pegni nella chiesa di San Vincenzo, che da allora divenne proprietà del Monte. Nella grata delle finestre che danno sull'atrio esiste ancora un'apertura che permetteva di passare il denaro e gli oggetti dati in pegno.
Dieci anni dopo, però, le logge della Basilica crollarono e così nel 1499 iniziarono i lavori della fabbrica del Monte di Pietà sopra le botteghe contigue alla chiesa, con la contemporanea ristrutturazione della chiesa stessa. A metà del Cinquecento vennero ultimati i lavori del Monte di Pietà con la costruzione di entrambe le ali - nel frattempo la quantità di oggetti dati in pegno era diventata talmente grande da richiedere l'ampliamento dell'edificio - in mezzo alle quali restava la più bassa e incassata facciata della chiesa. Fu quindi indetto un concorso per l'adeguamento della facciata e la costruzione di un nuovo monumentale ingresso, quale segno della centralità del culto vicentino.
Infine, agli inizi del Settecento, dopo che il palazzo del Monte era stato ristrutturato, venne commissionato il prolungamento dell'interno della chiesa, con l'erezione del nuovo presbiterio, allo stesso architetto che aveva costruito la prestigiosa facciata su contrà del Monte, Francesco Muttoni.

## Descrizione

### Facciata monumentale

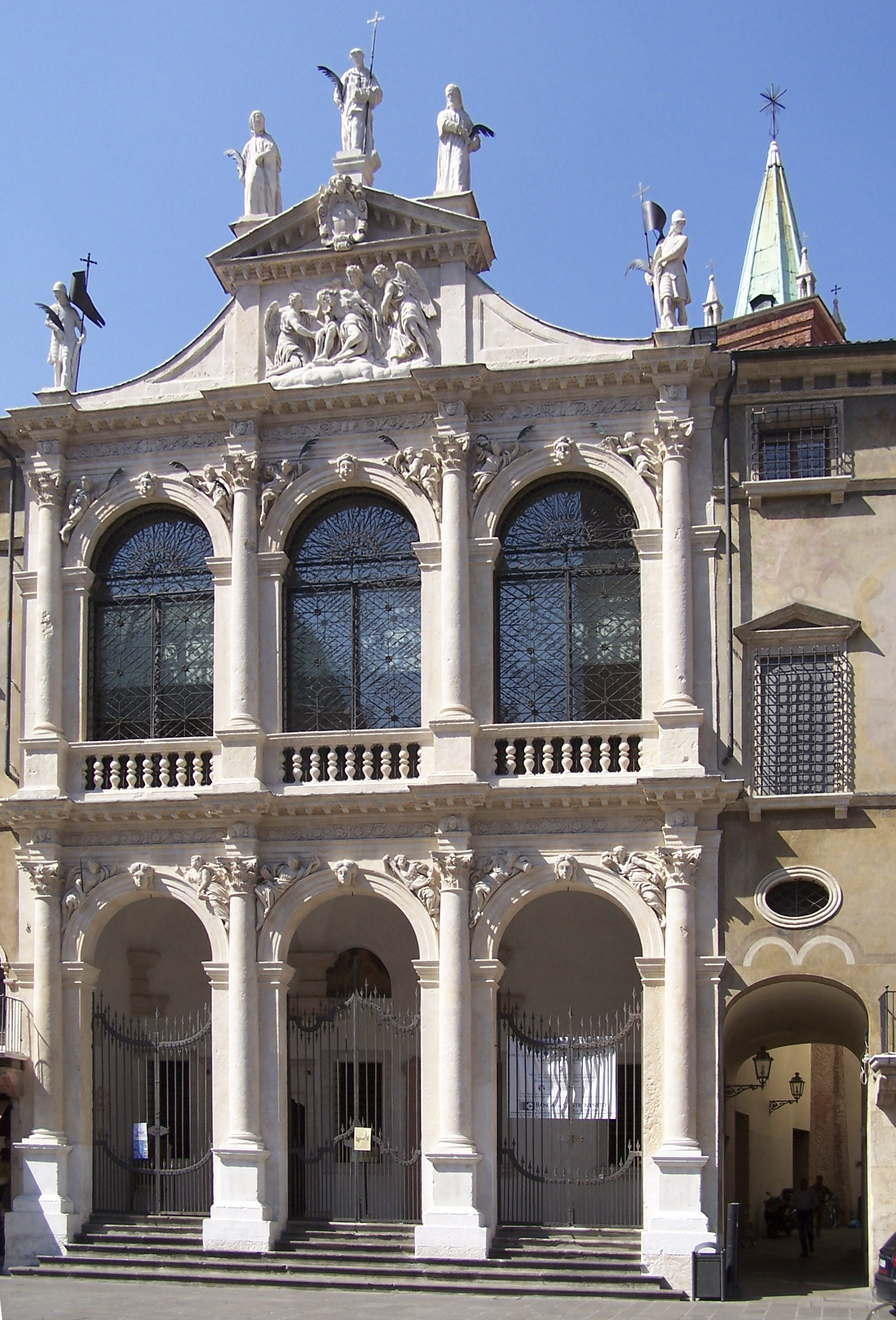
La facciata

Su disegno degli architetti Paolo e Pietro Bonin, la facciata dell'edificio fu eretta tra il 1614 ed il 1617. Essa presenta due logge sovrapposte a tre archi, con colonne in stile corinzio e composito: le logge sono sormontate da uno splendido coronamento che mostra il Cristo compianto da angeli dello scultore Giovanni Battista Albanese, uno dei capolavori della tarda produzione dell'artista che prelude all'arte barocca. Allo stesso artista si devono le cinque statue del fastigio, che rappresentano i santi Vincenzo, Carpoforo, Leonzio, Felice e Fortunato (1614-1617). Queste opere - considerate tra le migliori dell'Albanese - ripropongono l'intensità pittorica e luministica della scultura di Alessandro Vittoria.
La facciata assolve anche a una notevole funzione estetica, in quanto armonizza le asimmetrie dei due corpi del palazzo, costruiti in tempi diversi. Solo la loggia inferiore appartiene alla chiesa, mentre quella superiore maschera gli ambienti di lavoro degli uffici del Monte, posti al piano nobile. Dal 2000 al 2002 la facciata monumentale è stata sottoposta a restauro.
Dietro alla facciata, l'interno è formato da una successione di quattro ambienti appartenenti a periodi diversi.

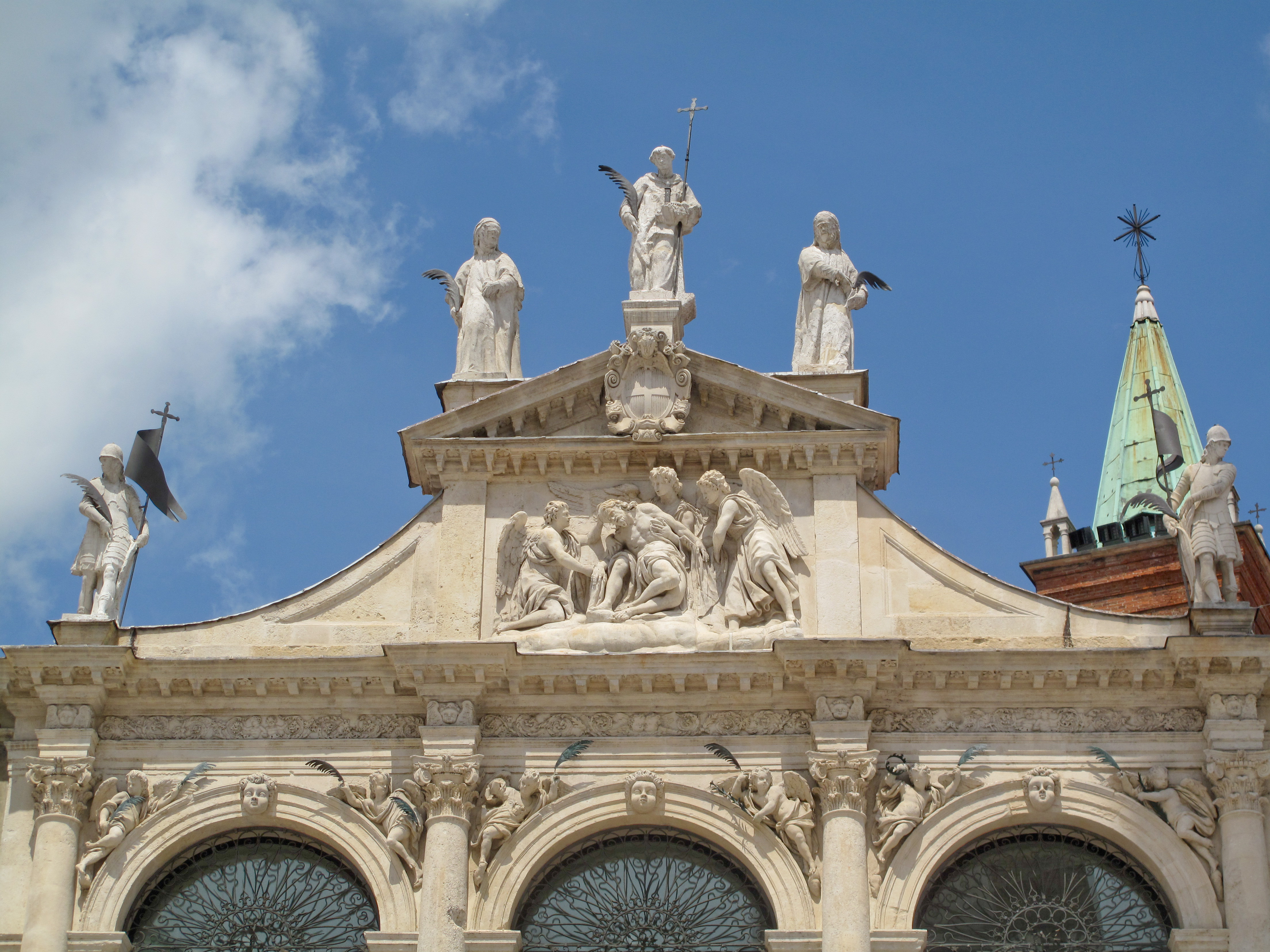
Frontone della facciata
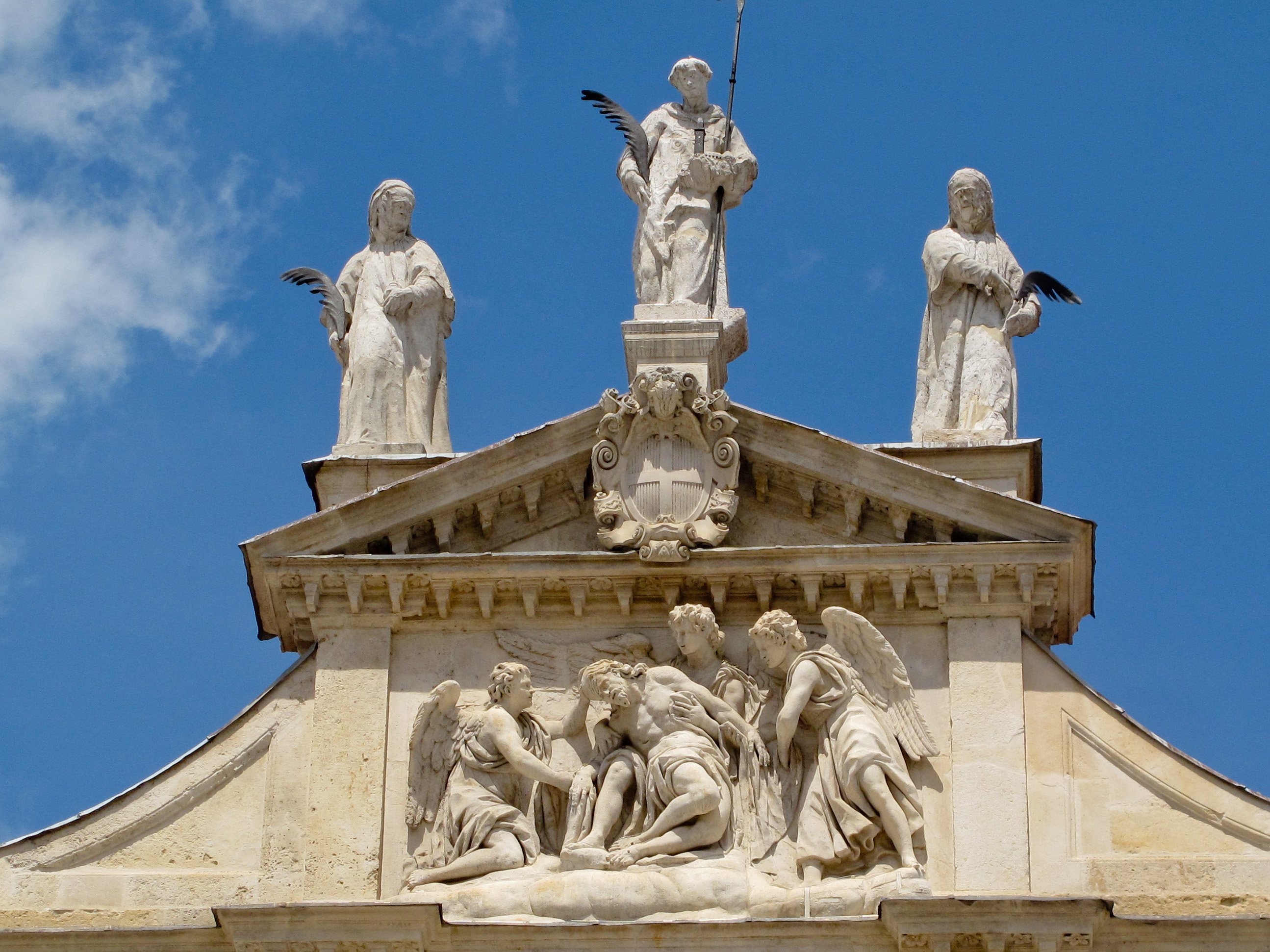
Fregio e statue di Giambattista Albanese
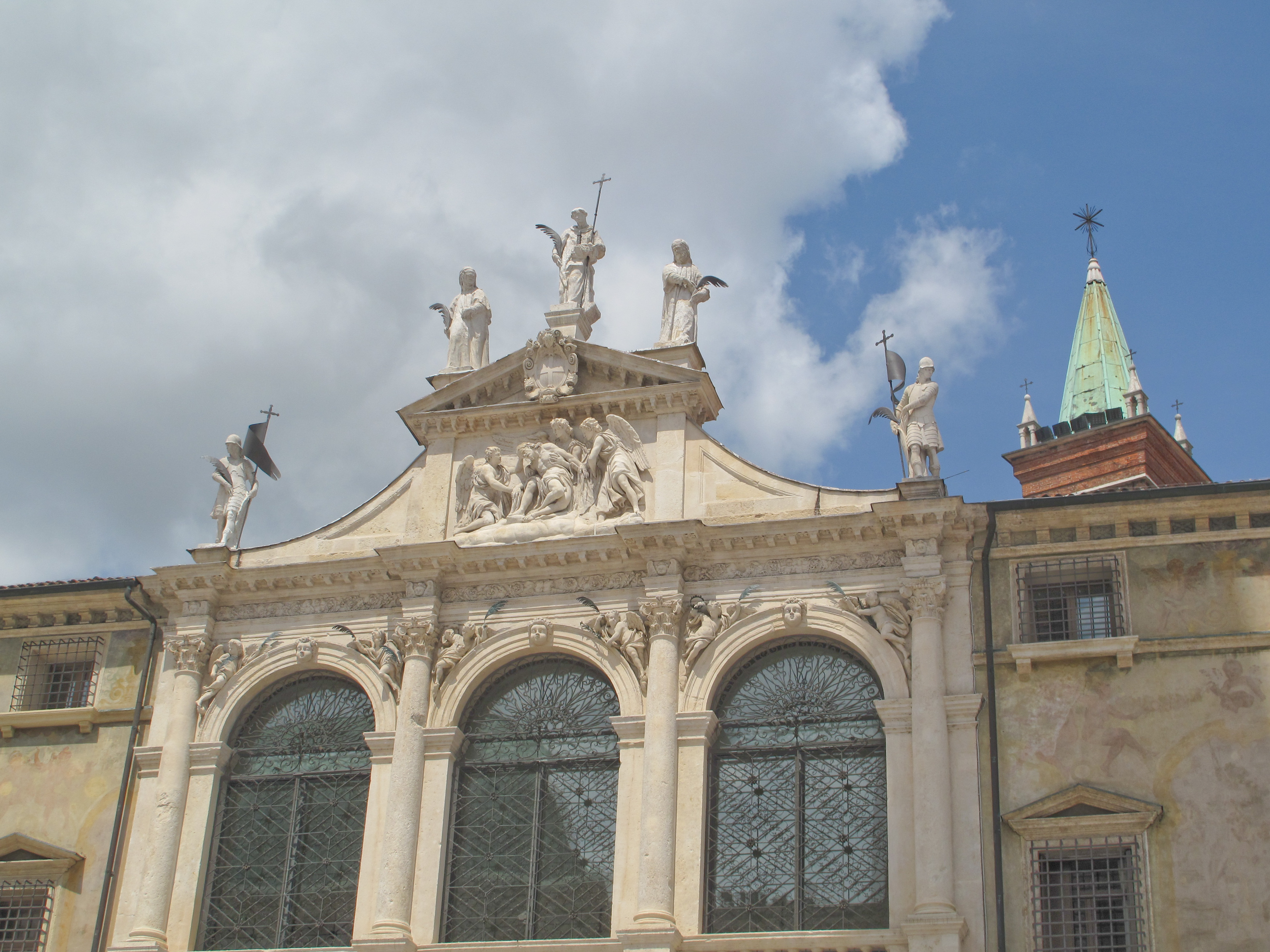
Facciata

### Atrio
Separato dalla piazza da una cancellata, il primo ambiente che si incontra è l'atrio dalle volte a crociera che ospita, in posizione asimmetrica, cioè spostato verso sinistra in rapporto all'asse della facciata, il largo portale, con battenti probabilmente originali, della chiesa primitiva. Secondo alcuni autori, si tratta del portale dapprima rivolto verso ovest, riutilizzato durante la ristrutturazione quattrocentesca. Alla sua destra, una lunetta racchiudente un affresco deteriorato, raffigurante Cristo sorretto da due figure.
Sempre nell'atrio, una stele di marmo rosso di Asiago (Giovanni Antonio Grazioli, 1583), che riporta incise le misure ufficiali lineari della Magnifica Comunità vicentina in vigore nel Cinquecento e una lapide del 1486 che ricorda la costruzione del Sacro Monte per i poveri. Sulla parete a est è collocato il sarcofago di uno dei donatori della primitiva chiesa, il nobile vicentino Simone da Sarego, opera veneziana del 1387 decorata da un rilievo con la Madonna in trono con Bambino.

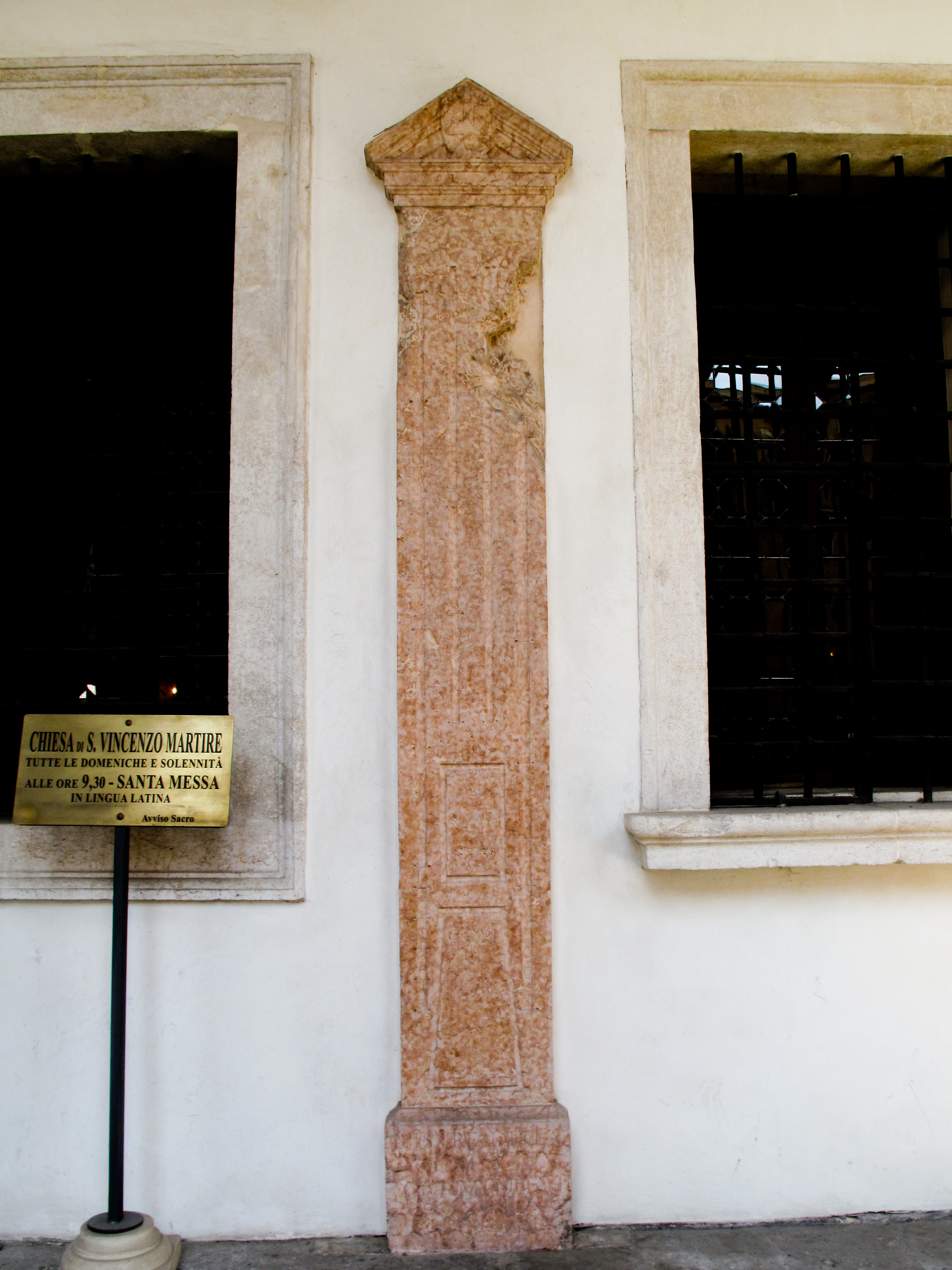
Stele con le misure del '500, nell'atrio.
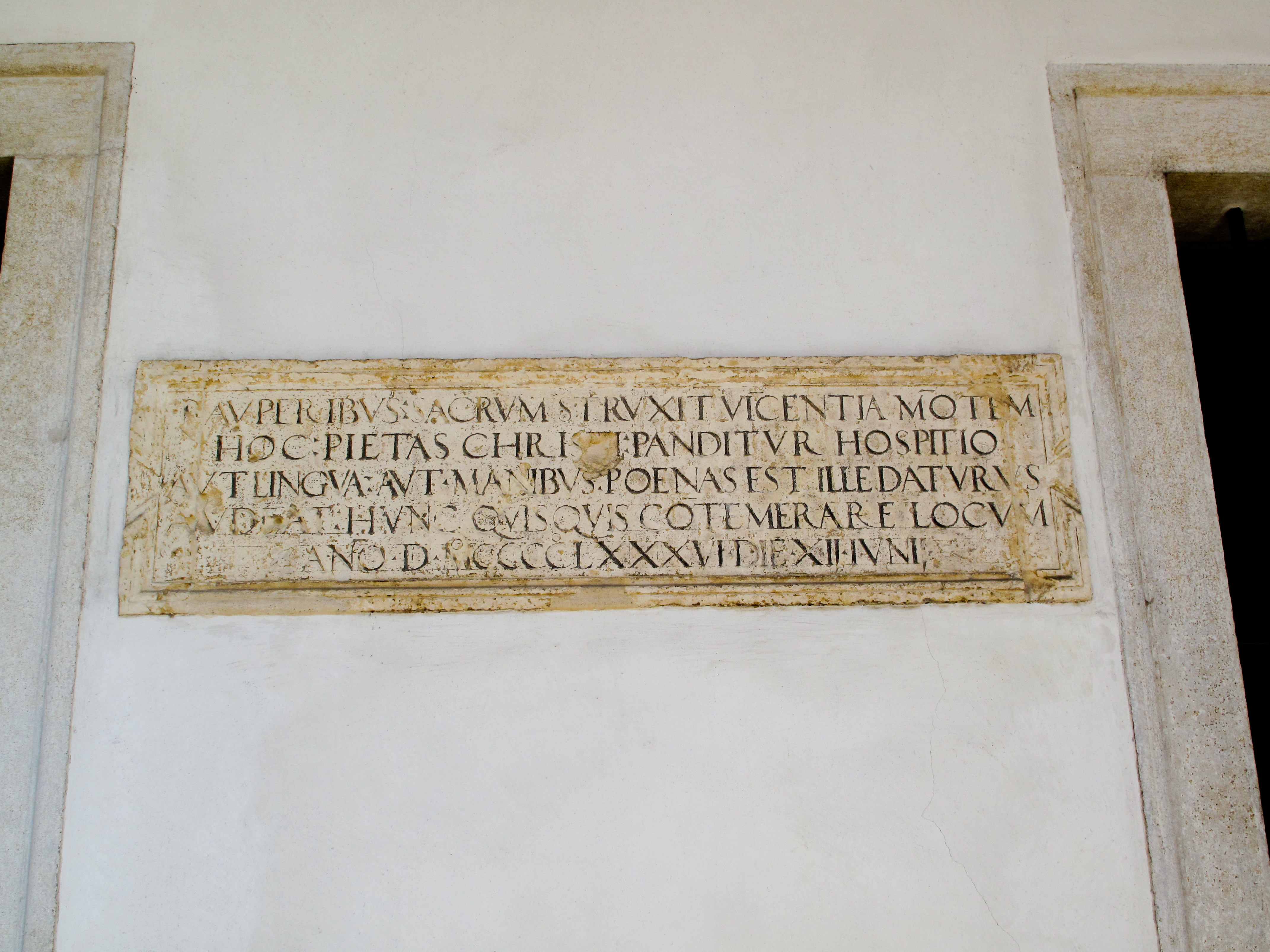
Lapide di istituzione del Monte di Pietà, nell'atrio.
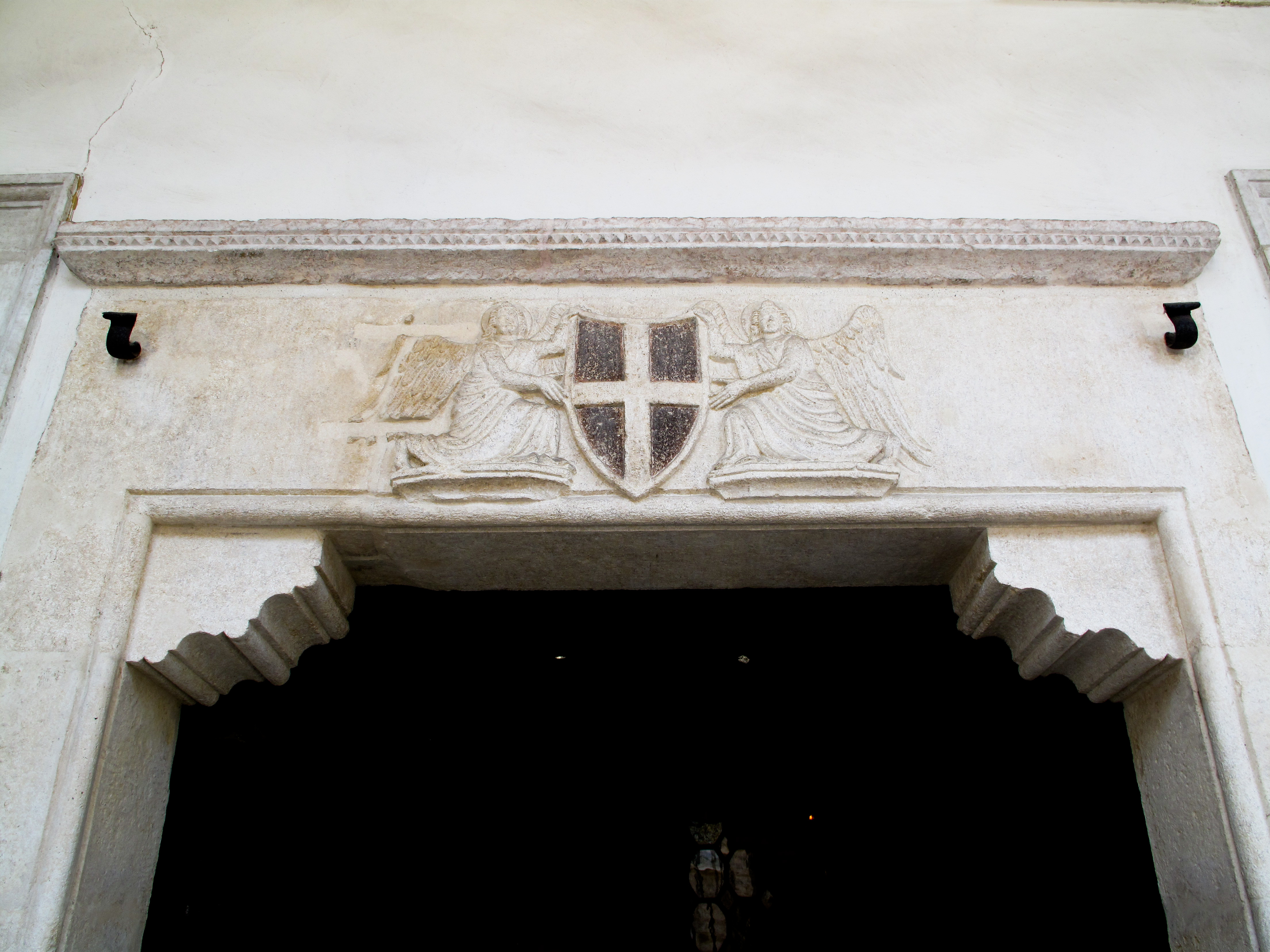
Lo stemma del Comune di Vicenza sopra il portale di ingresso alla chiesa.
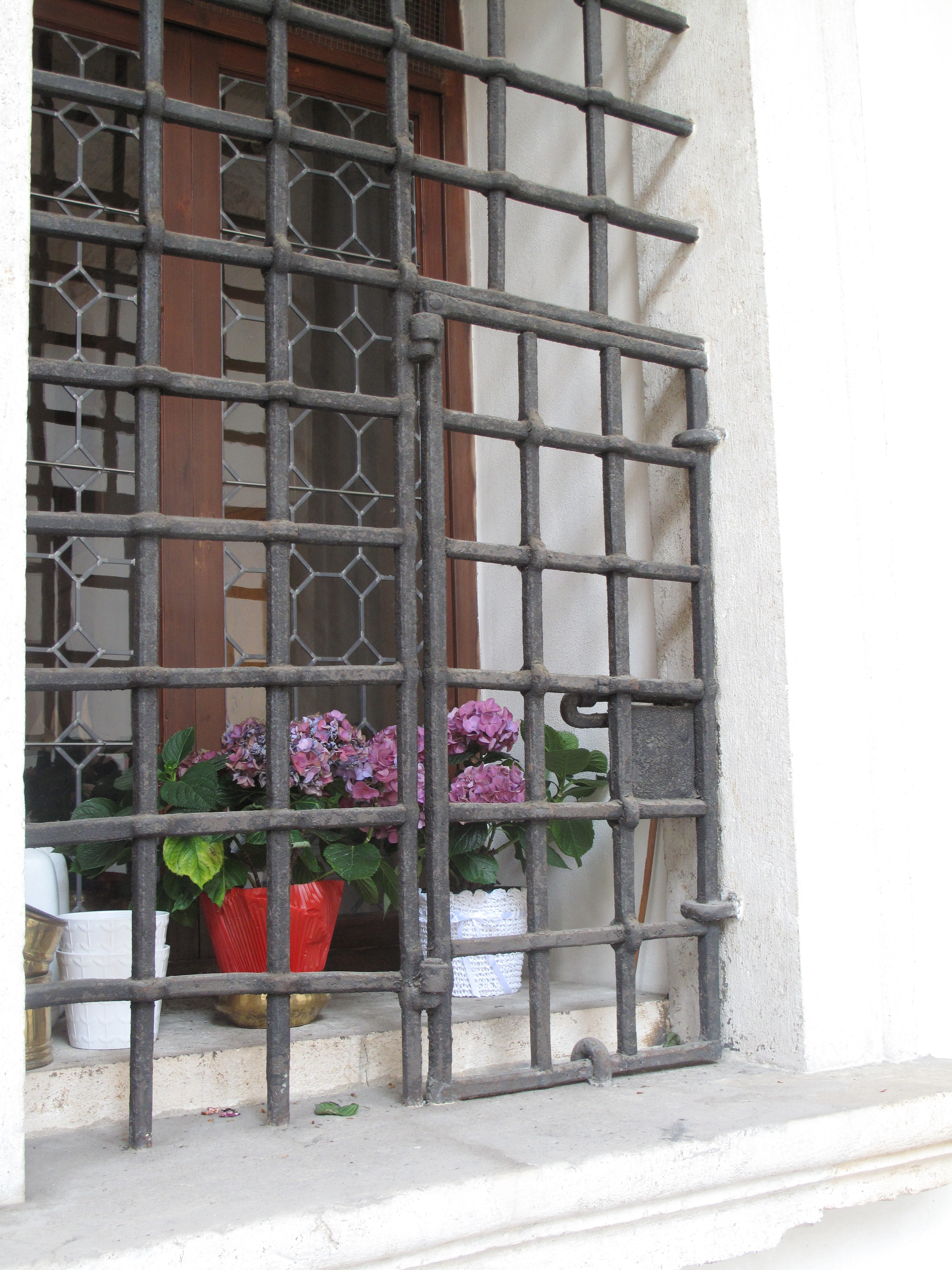
Grata per il passaggio dei pegni, nell'atrio.
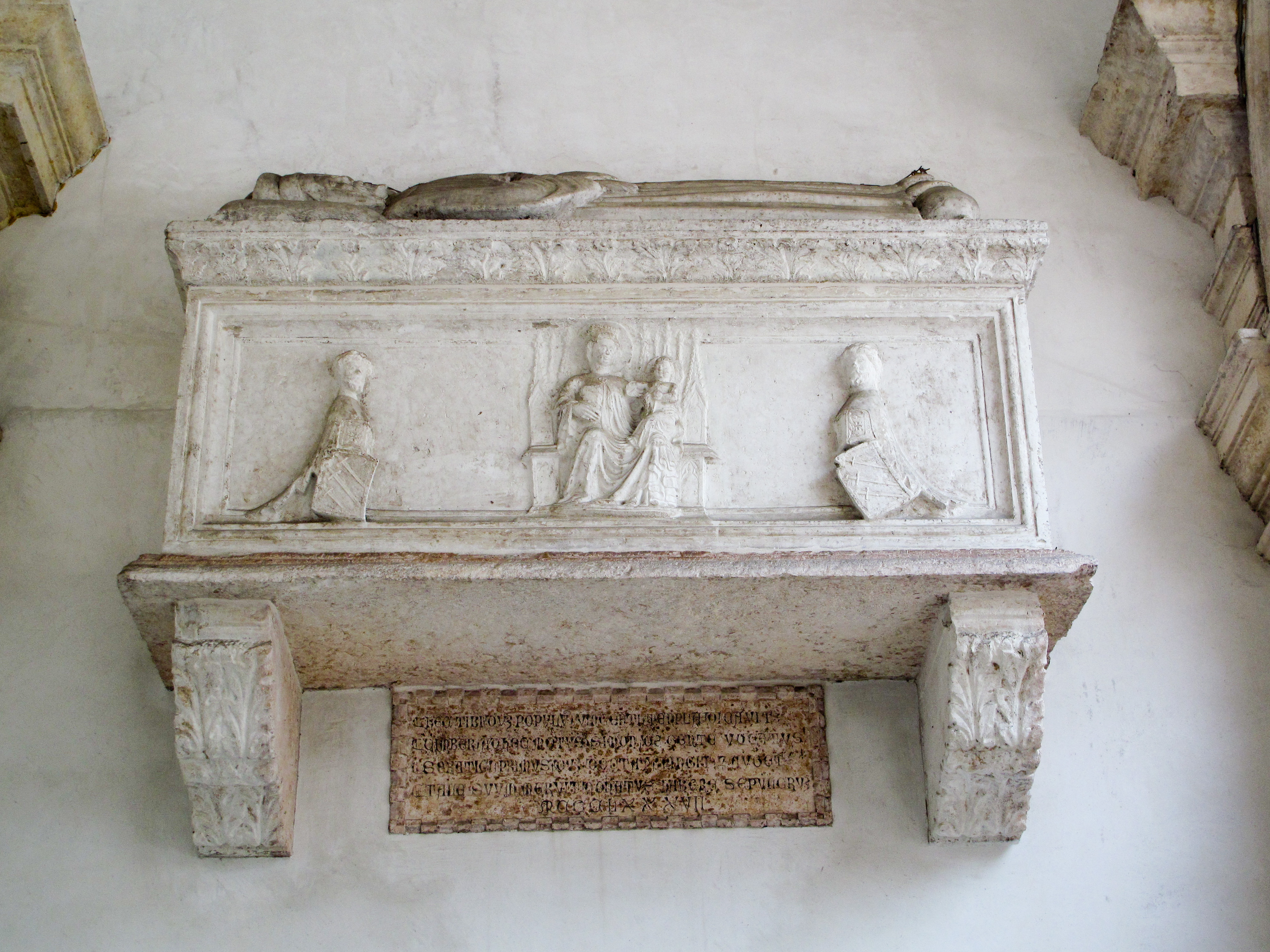
Sarcofago di Simone da Sarego.

### Primitiva aula sacra
Il secondo ambiente rappresentava il corpo centrale della chiesa primitiva e in esso erano situati quattro altari trecenteschi - dedicati rispettivamente a San Vincenzo, a Santa Maria della Neve, ai santi Luca e Orsola e al Corpus Christi - ricordati nei documenti ma di cui ora non resta traccia.
Sulla destra, l'abside della chiesa primitiva - rivolta ad oriente, come allora era prescritto (cioè rivolta verso il sole nascente, simbolo di Cristo) - divenne, con la ristrutturazione di fine Quattrocento, una cappellina consacrata alla Madonna della Mercede, alla quale si rivolgevano i bisognosi. La cappella fu rinnovata nel Settecento e infine nel secolo scorso, quando vennero eseguite le decorazioni a rilievo e le pitture murali raffiguranti La vita, il martirio e la gloria di San Vincenzo. Nella nicchia dell'altare fu ritrovato l'affresco coevo alla costruzione della primitiva chiesa, raffigurante la Madonna col Bambino, che era stato coperto nel Cinquecento dal dipinto a olio su tela, inserito in una cornice barocca e detto della Madonna della Mercede, ora collocato sulla parete sinistra della cappella.
A destra del portale vi è il cenotafio e, nel pavimento, la lastra tombale di Gentile da Sarego e della moglie Pantaleona. Gentile è il figlio di Simone da Sarego, che diede il principale contributo per la costruzione, decorazione e arredamento della primitiva chiesa. Sulla parete sinistra tre nicchie racchiudono statue della Madonna col Bambino, di san Vincenzo e di san Luca Evangelista, che in origine erano poste sulla facciata della chiesa primitiva.
Altri elementi interessanti sono le decorazioni ad affresco sull'arco di fronte all'ingresso eseguite, secondo quanto risulta dall'analisi stilistica, a cavallo del Quattrocento. Pur essendo in parte danneggiate sono ancora riconoscibili le immagini raffiguranti San Giorgio e il drago.

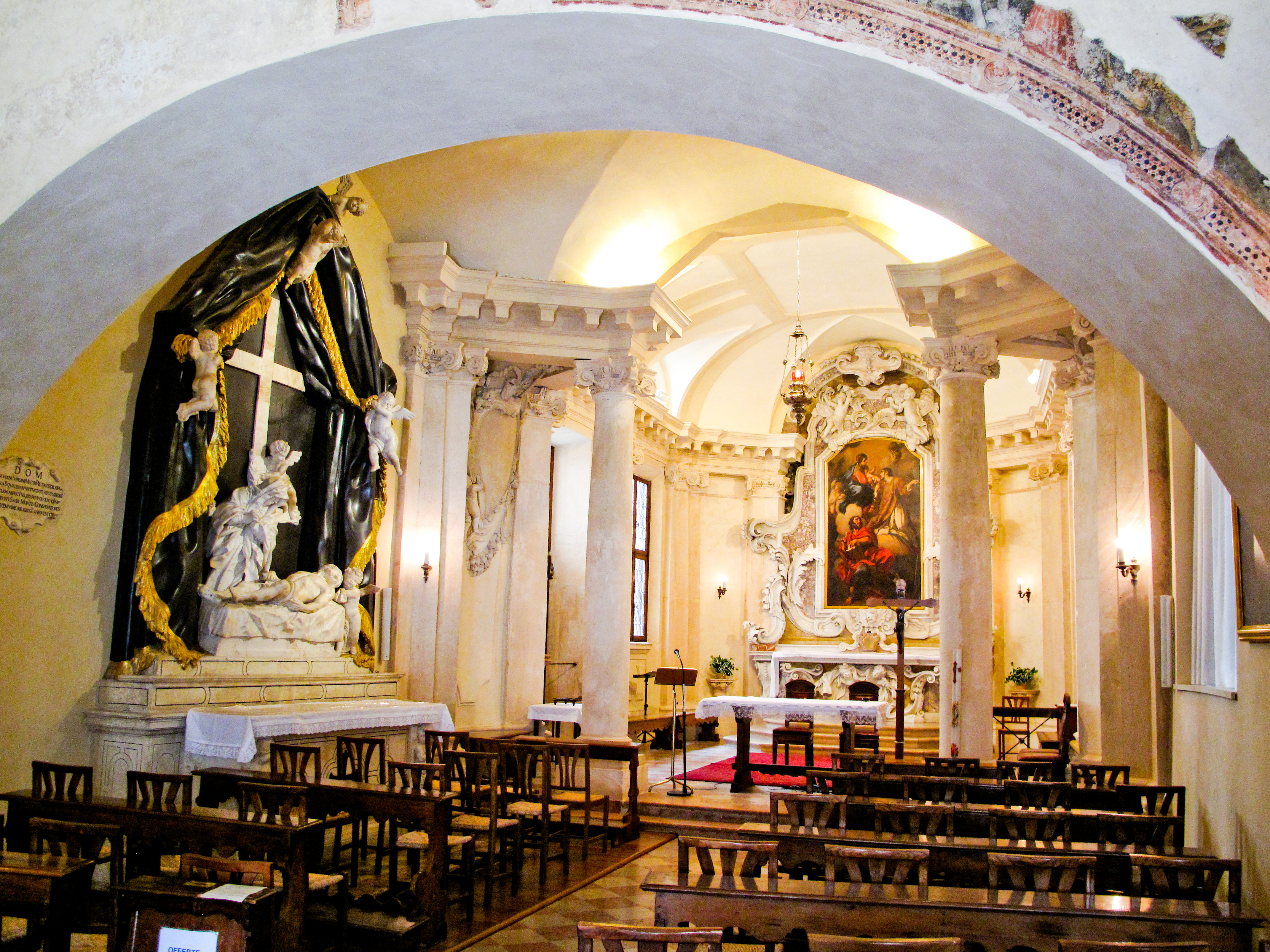
L'arco nel muro del Peronio.
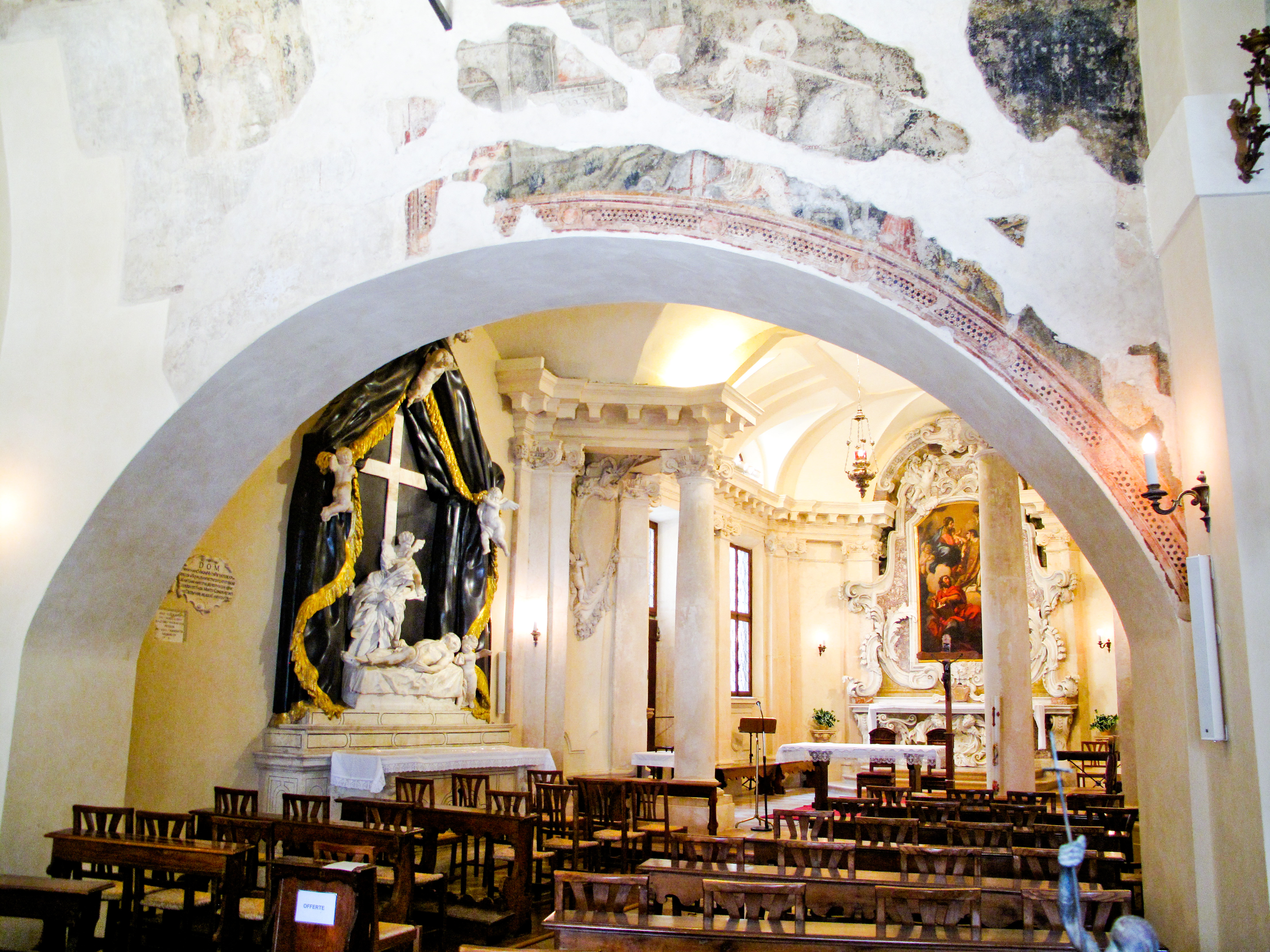
Gli affreschi nell'arco.
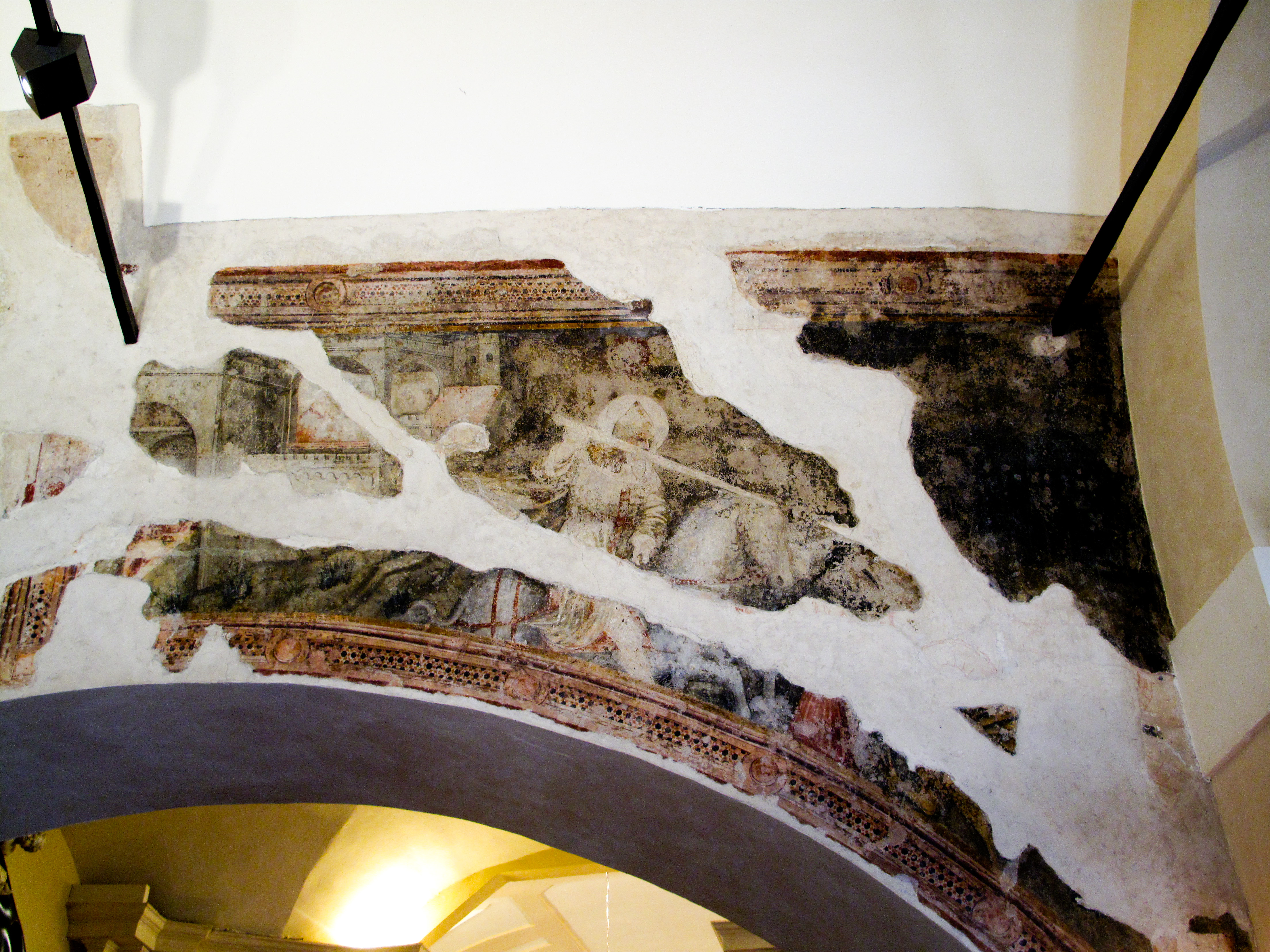
Affresco con San Giorgio e il drago.
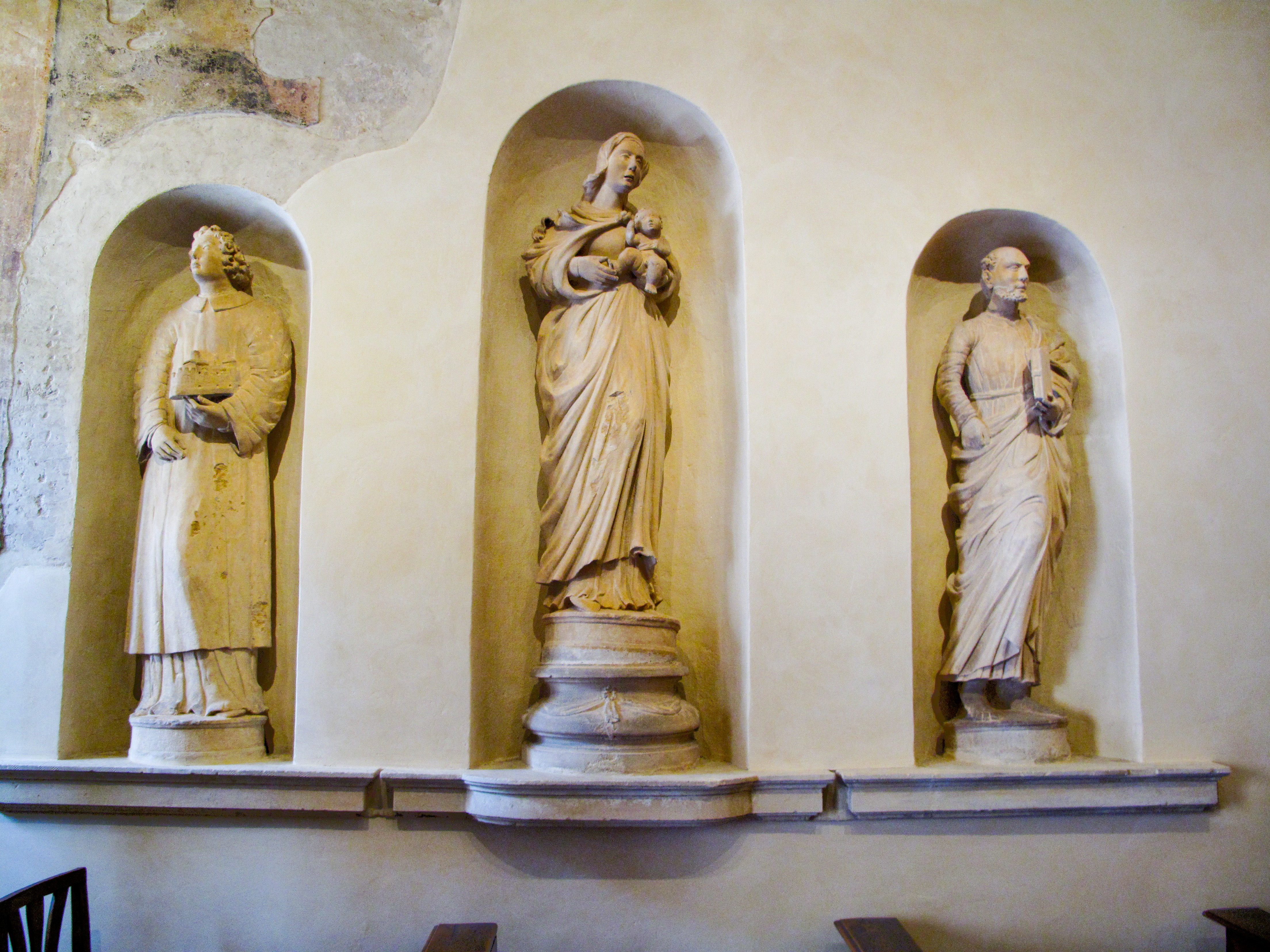
Le statue anticamente nella facciata.
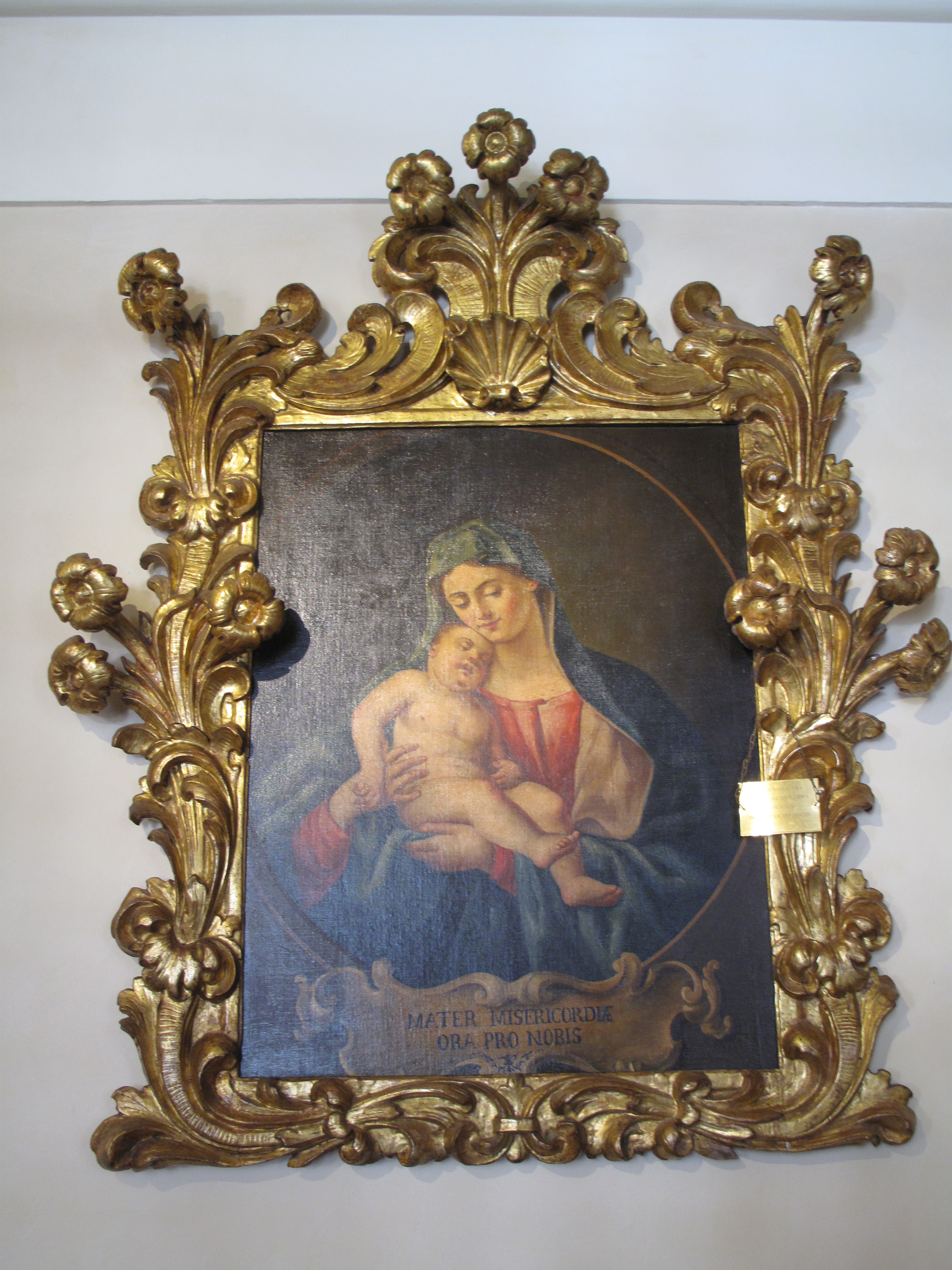
Madonna della mercede.
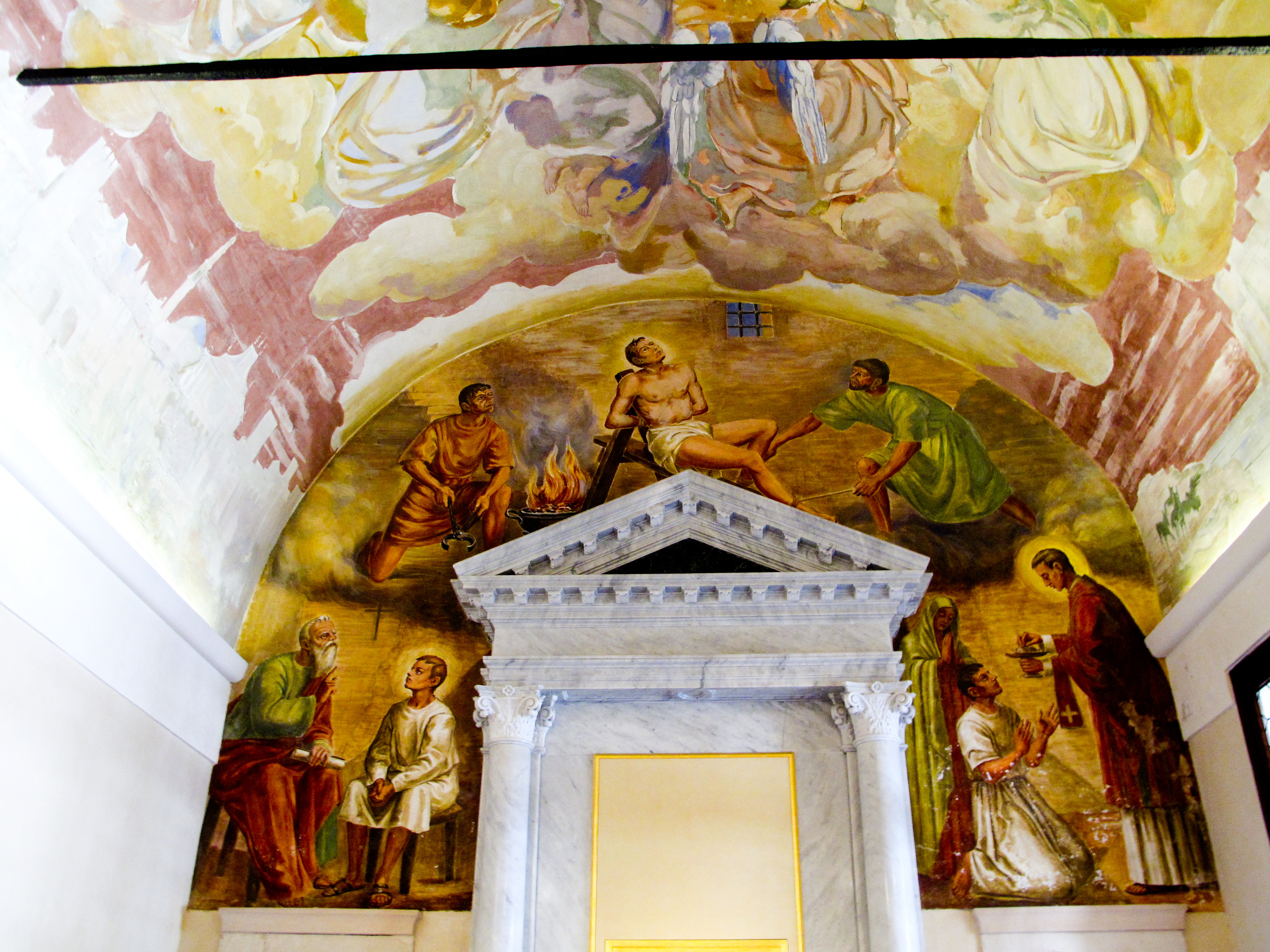
Altare dell'aula orientale con l'affrescatura del 1963.
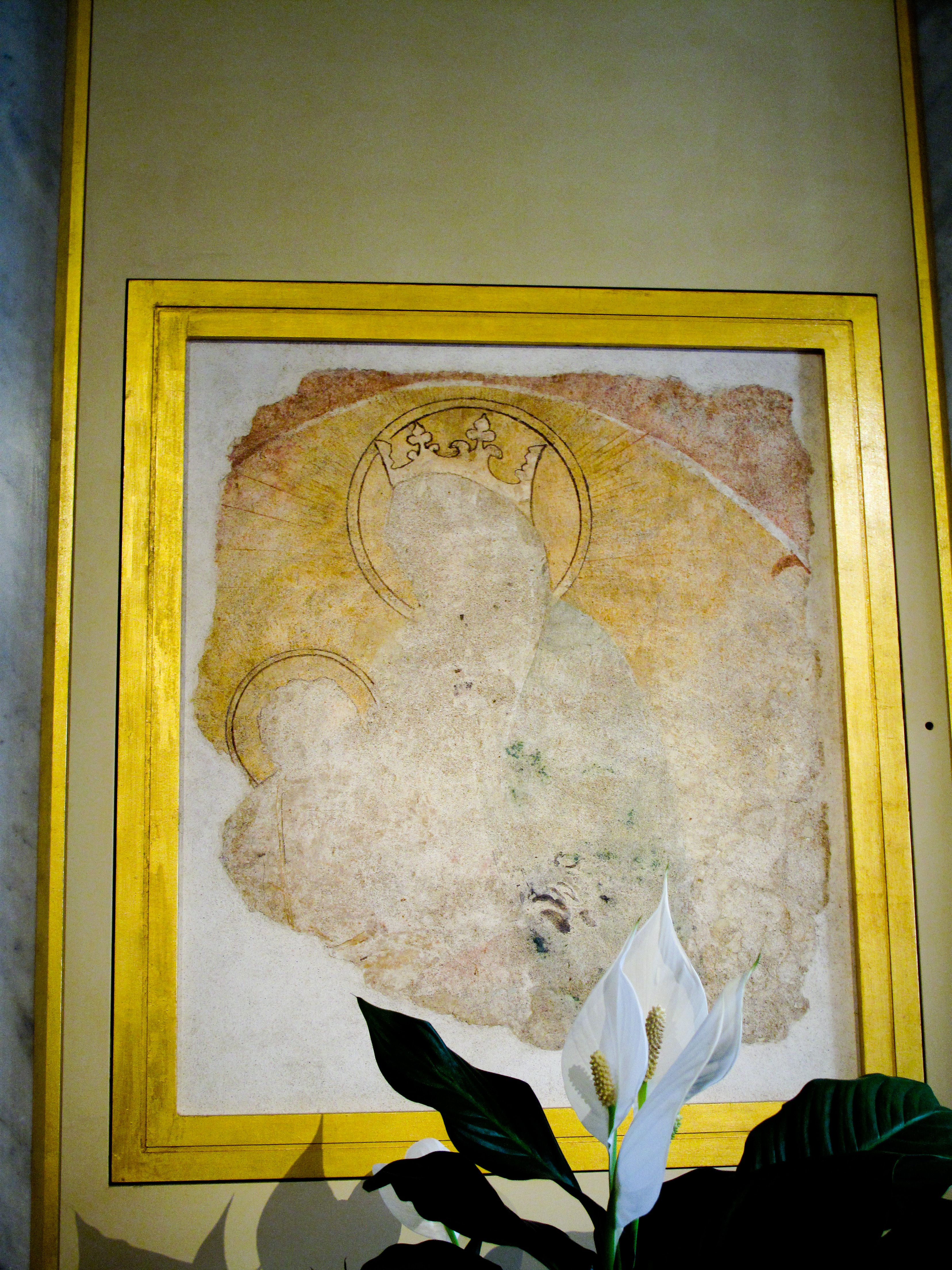
Affresco trecentesco sull'altare orientale.
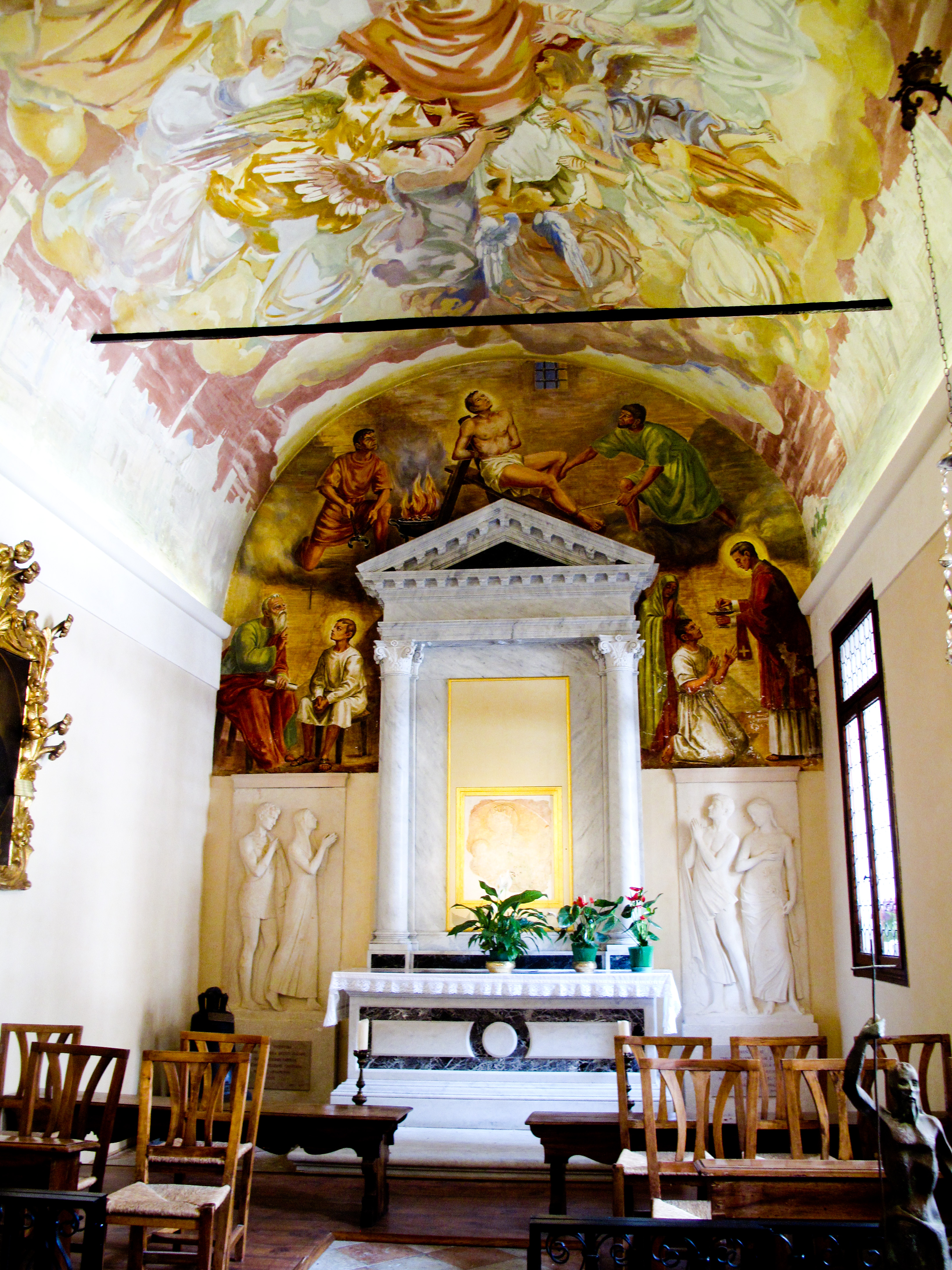
L'aula orientale.

### Cappella della Pietà

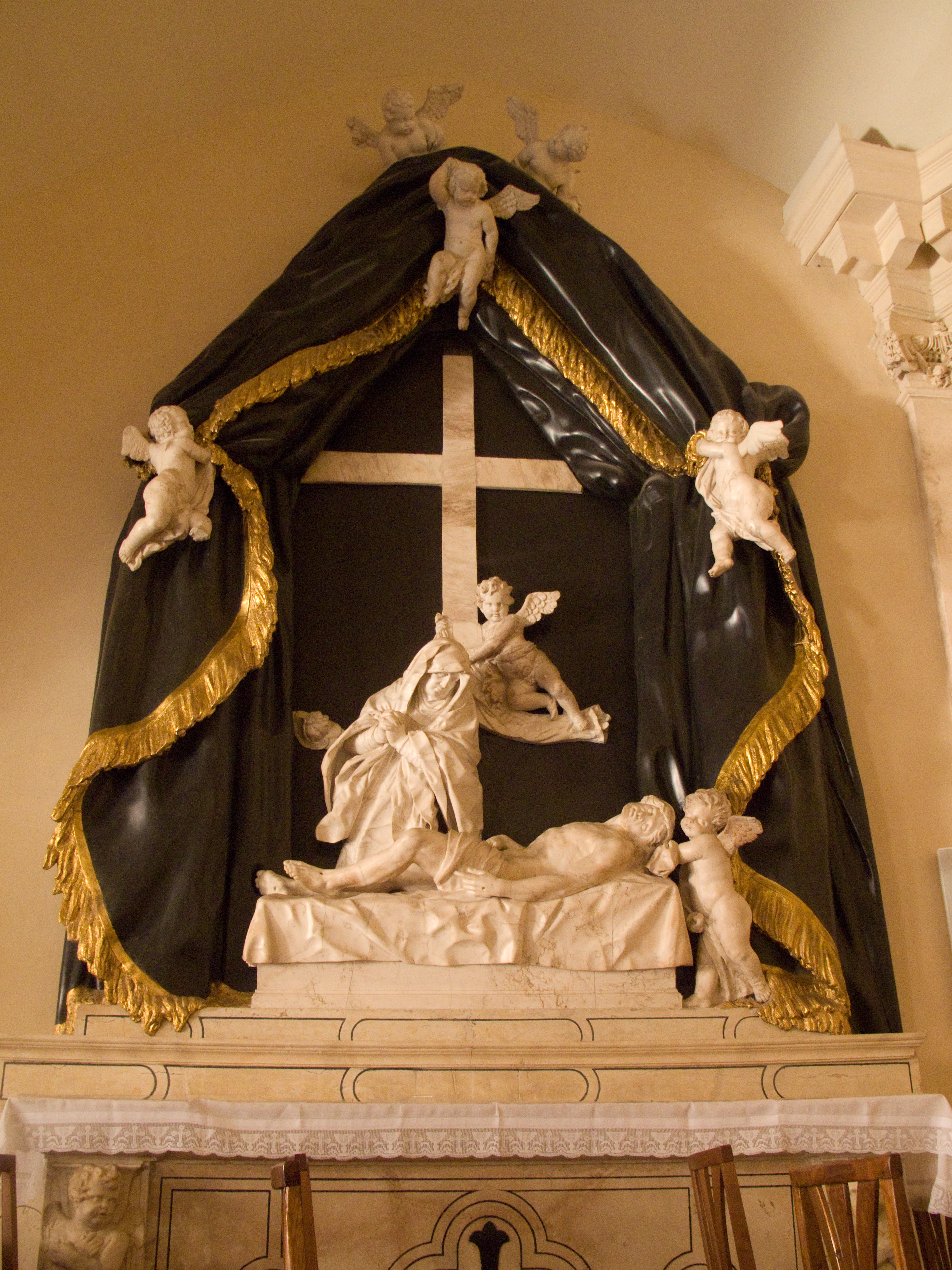
Altare della Pietà, di Orazio Marinali

Dai documenti risulta che, in questo vano aperto nel muro del peronio dopo la ristrutturazione del 1480, vi era un altare dedicato alla Pietà, che però nel Cinquecento veniva descritto misero, vecchio e neppure consacrato. Al suo posto, nel 1689 uno degli scultori più prestigiosi della città a quel tempo, Orazio Marinali, ricevette l'incarico di costruire un nuovo altare, sempre dedicato alla Pietà, quello che oggi si ammira, così come restaurato negli anni 2001-03. Il gruppo marmoreo raffigura il Cristo morto, disteso sul sarcofago, vicino a lui la madre in preghiera e cinque putti che contornano la scena, resa particolarmente drammatica dall'ampio drappo in impasto di polvere di ardesia nera. Presso l'altare, tre lapidi in pietra ricordano le motivazioni che portarono i conservatori del Monte di Pietà ad autorizzare la costruzione del nuovo altare.
A destra, di fronte all'altare, si trova un dipinto, probabilmente seicentesco, anche se di modesto valore, che raffigura la Madonna in trono che sta allattando il Bambino.

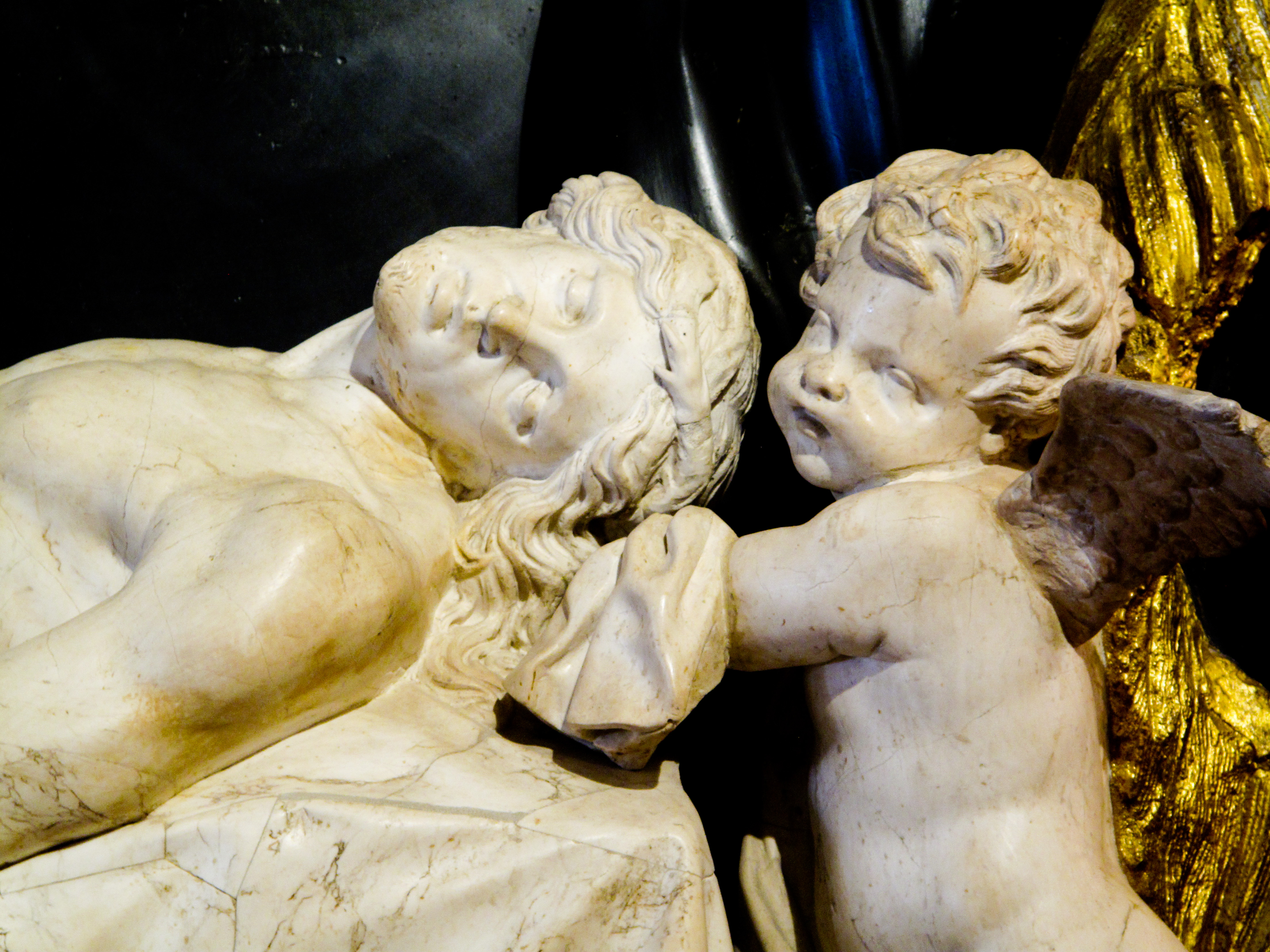
Altare della Pietà, di Orazio Marinali, particolare.
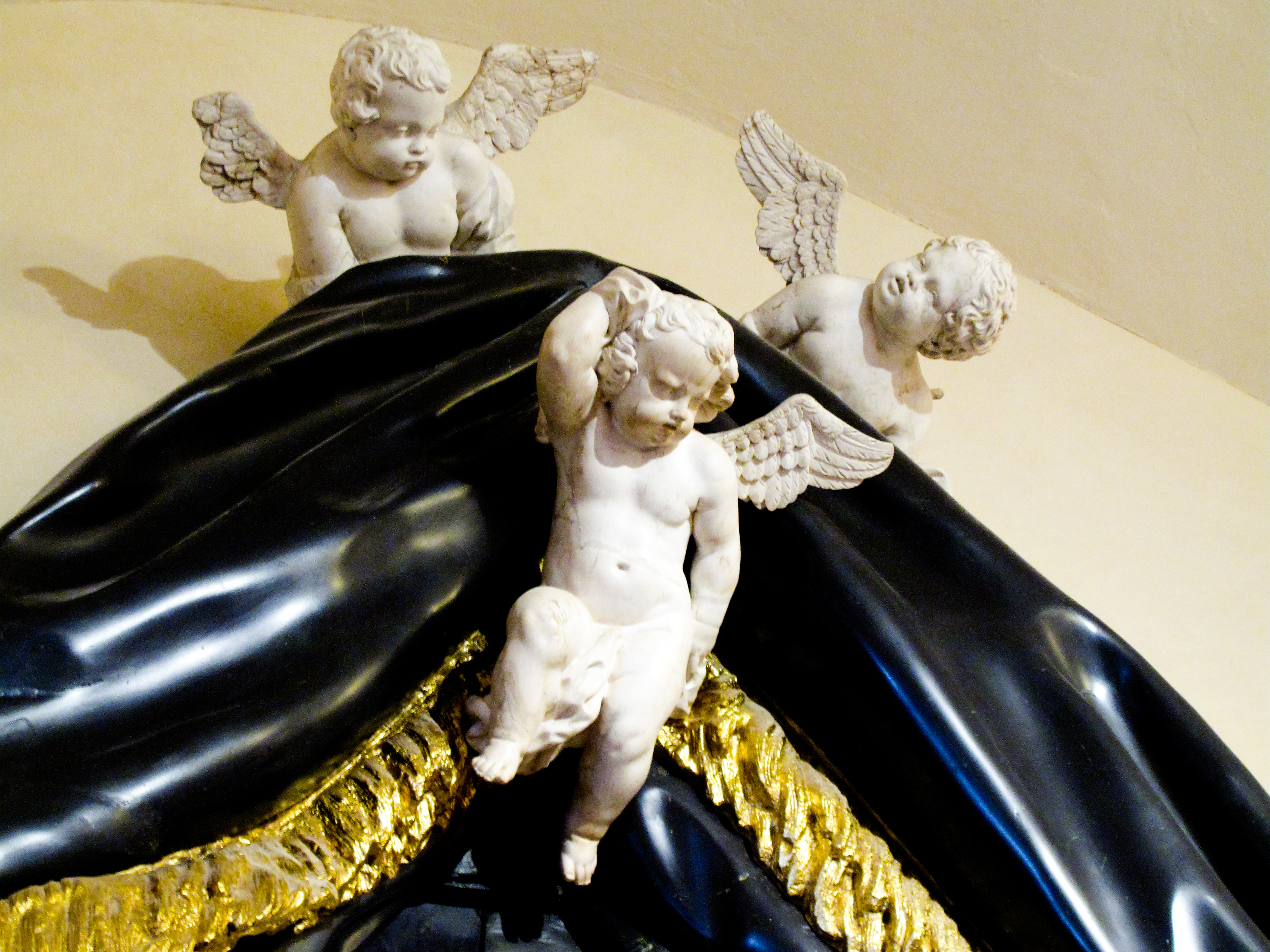
Altare della Pietà, di Orazio Marinali, particolare.
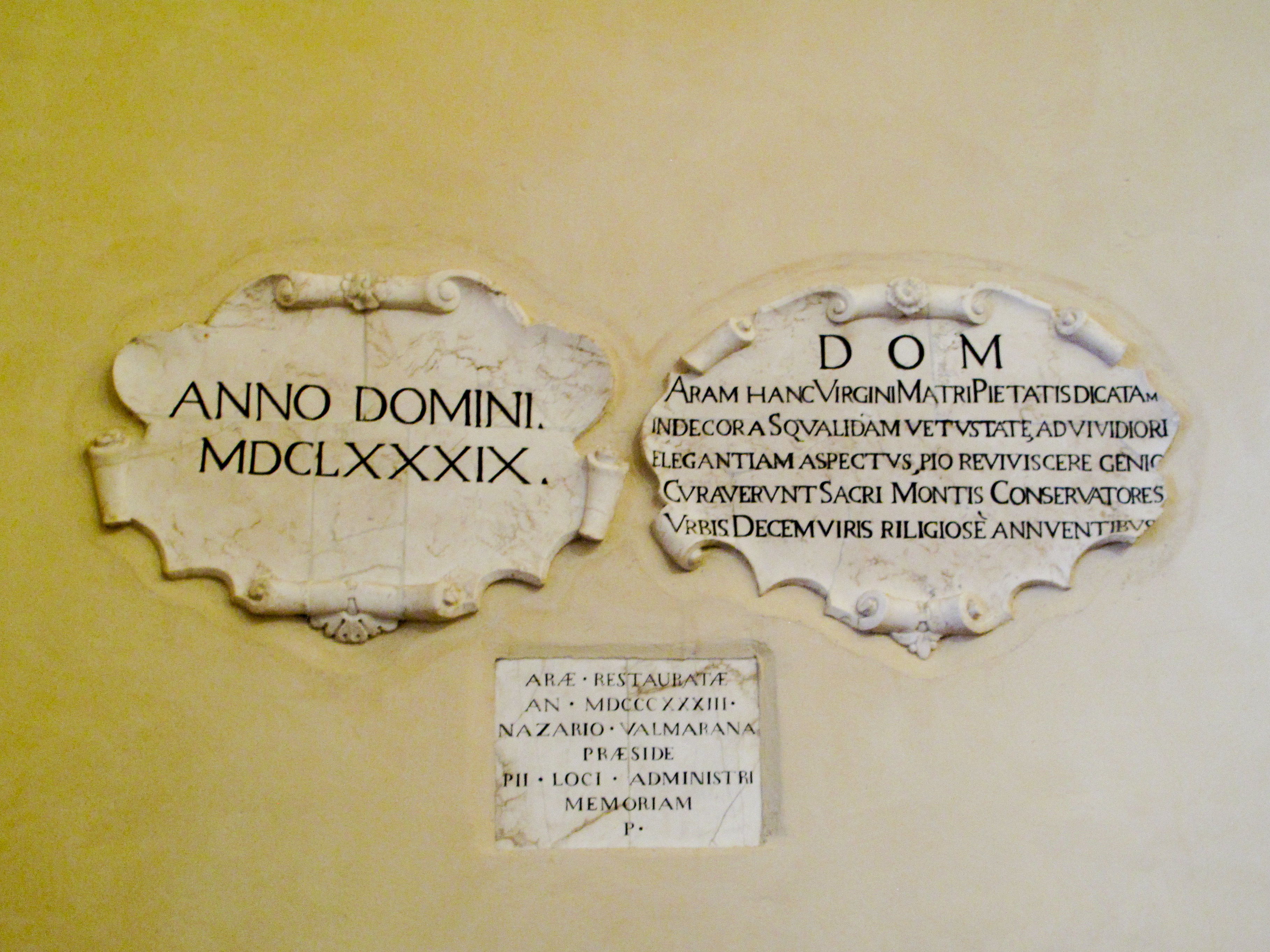
Cappella della Pietà, lapidi.

### Ampliamento settecentesco

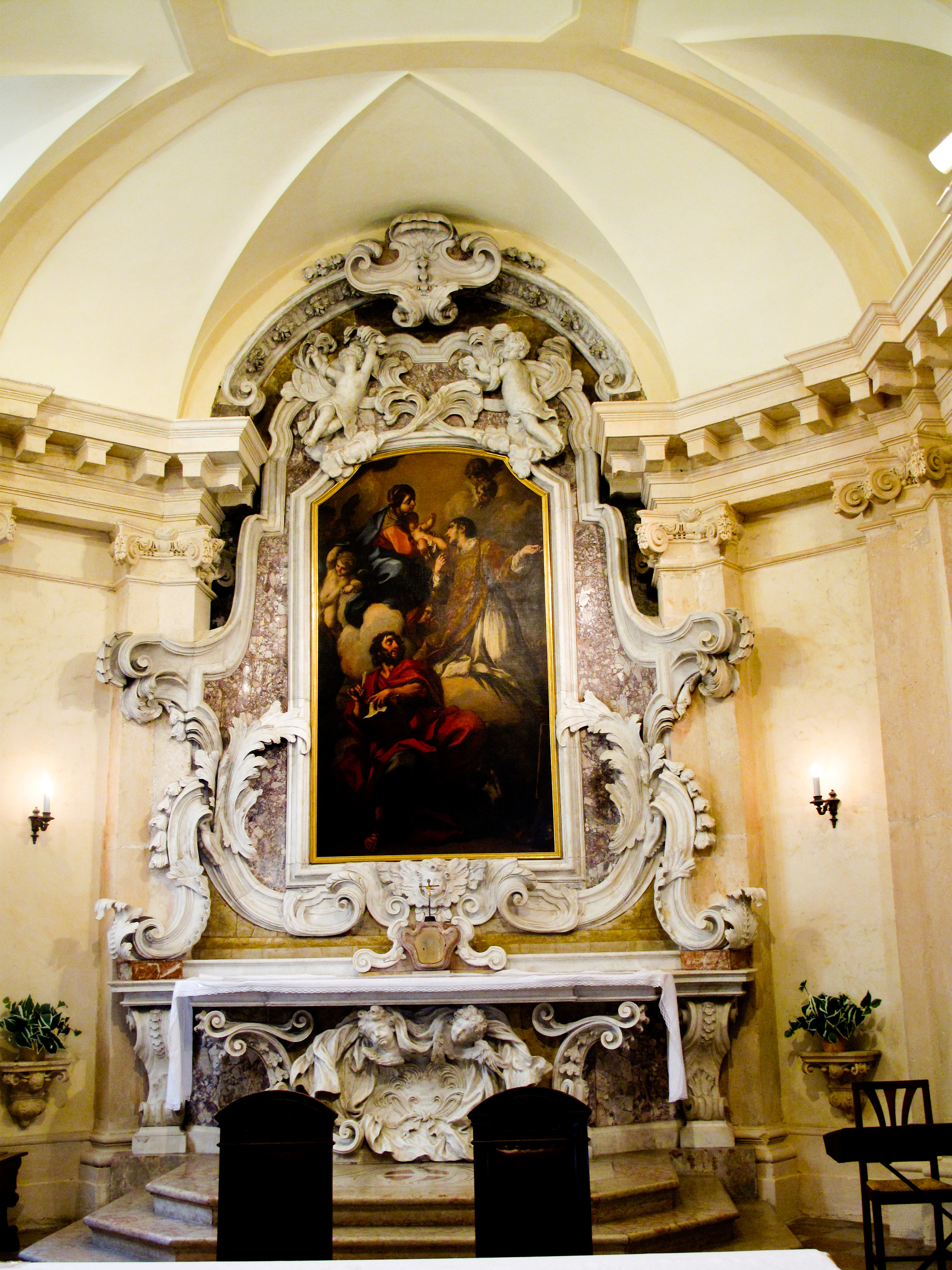
Vicenza - Chiesa di San Vincenzo - Cappella del Muttoni

Il prolungamento della chiesa, dove è ora posizionato l'altare maggiore, fu ideato e realizzato dall'architetto Francesco Muttoni nel terzo lustro del 1700, durante il completamento del Palazzo del Monte di Pietà.
Vi si accede dalla Cappella centrale della Pietà attraverso uno scenografico ingresso, fiancheggiato da due colonne in stile composito che hanno lo scopo di isolare otticamente la nuova aula in stile barocco rispetto agli spazi precedenti. Sullo sfondo il pregevole altare maggiore, opera dello scultore veneziano Bernardo Tabacco, iscritto alla fraglia dei muratori e lapicidi di Vicenza, in stile barocco. Sopra l'altare, una pala del pittore veronese Antonio Balestra, raffigurante la Madonna col Bambino tra i santi Vincenzo e Luca Evangelista.

### Campanile

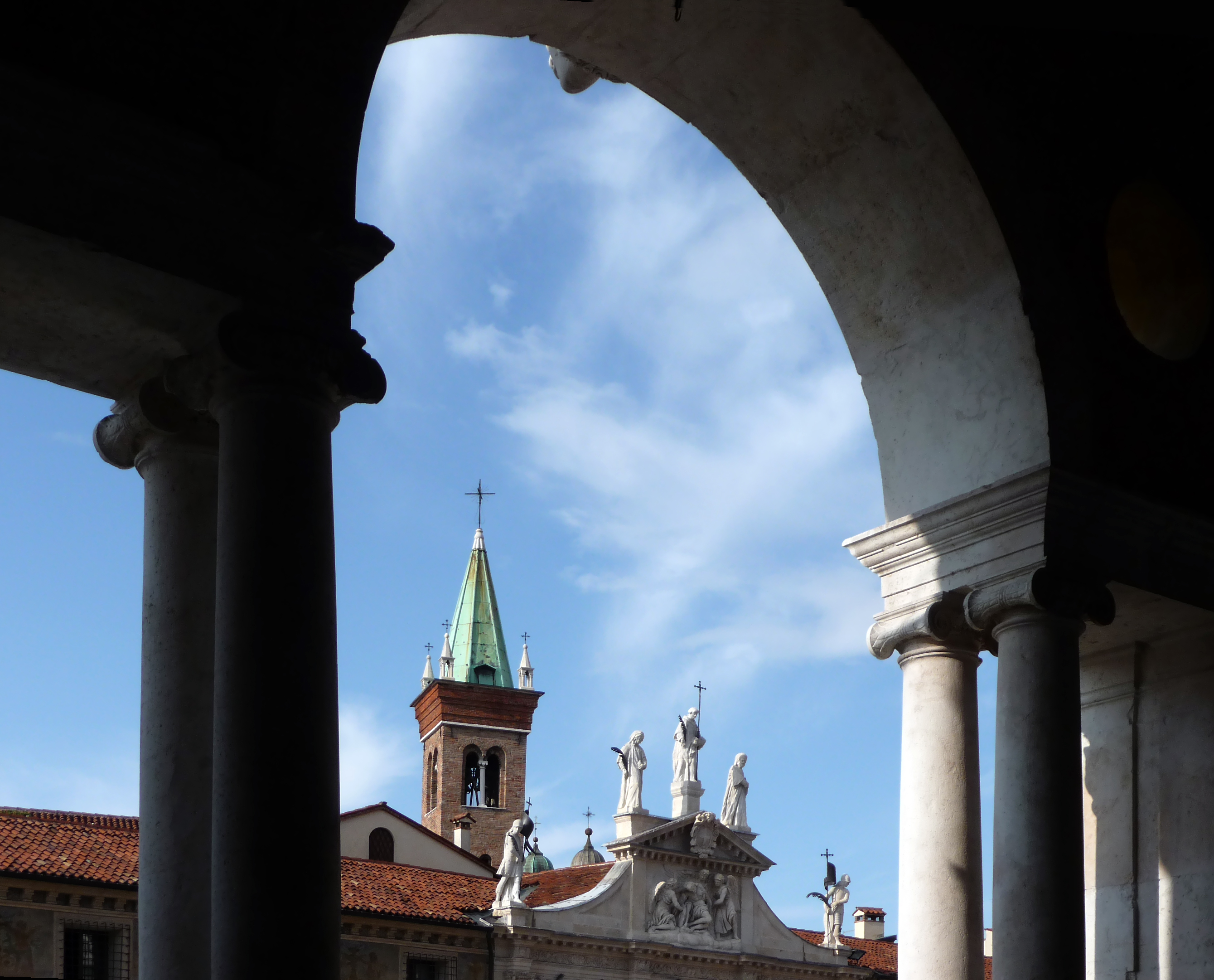
Il campanile della chiesa e il fastigio (coronamento) della facciata, visto dalle logge della Basilica Palladiana.

La forma odierna del campanile risale al 1733, quando venne rifatto quello primitivo - di cui poco si conosce - per alzarlo fino a 32 m e adeguarlo al rifacimento complessivo del palazzo del Monte. Più volte rimaneggiato e restaurato, venne rovinato da uno spezzone incendiario - durante un bombardamento nel corso della seconda guerra mondiale - che distrusse gli archivi storici, relativi ai pegni depositati presso il Monte di Pietà nel corso dei secoli. In esso sono collocate tre campane.
Una delle campane del campanile primitivo, con l'iscrizione recante il nome dell'autore (Magister Galvanus de Vincencia me fecit) e la data di costruzione (M.CCCC.XVIII, 1418), è ora alloggiata su un supporto nel pavimento della cappella orientale.